# Каравай-Норья
Каравай-Норья — деревня в Завьяловском районе Удмуртии, входит в Совхозное сельское поселение.
Находится на реке Караваевка к юго-западу от Ижевска, в 6,5 км от ИКАД.

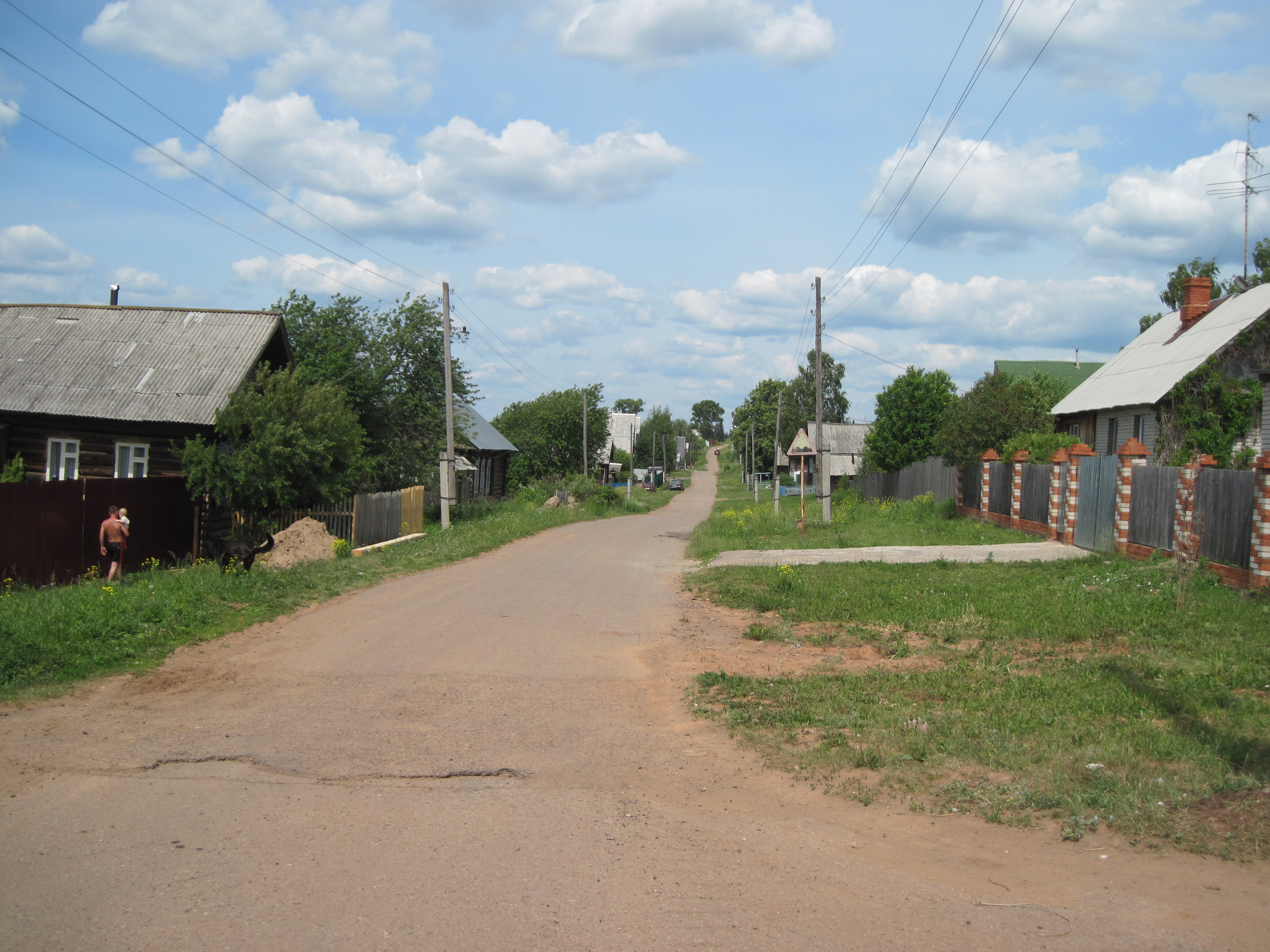
Центральная улица
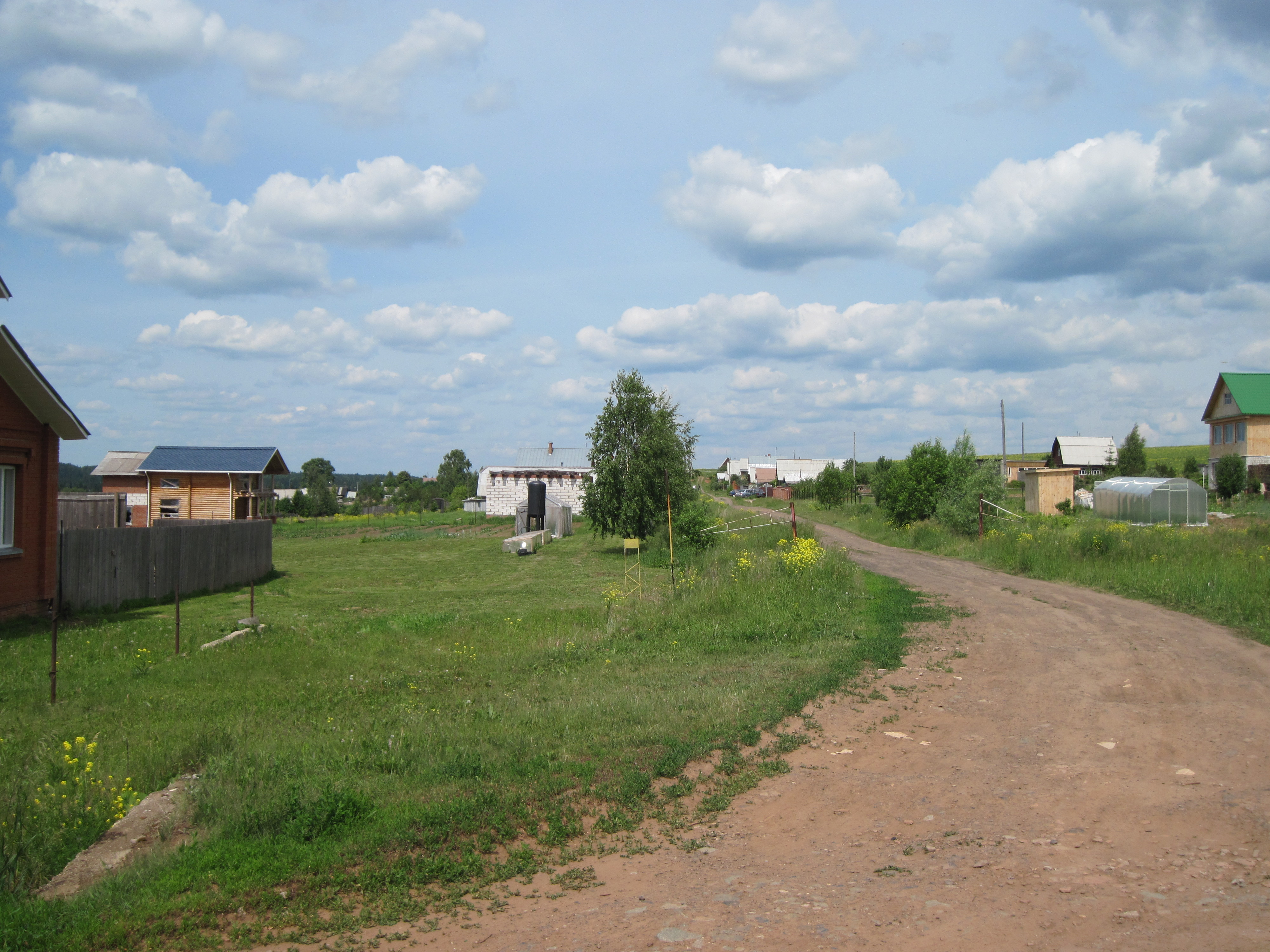
Восточная окраина
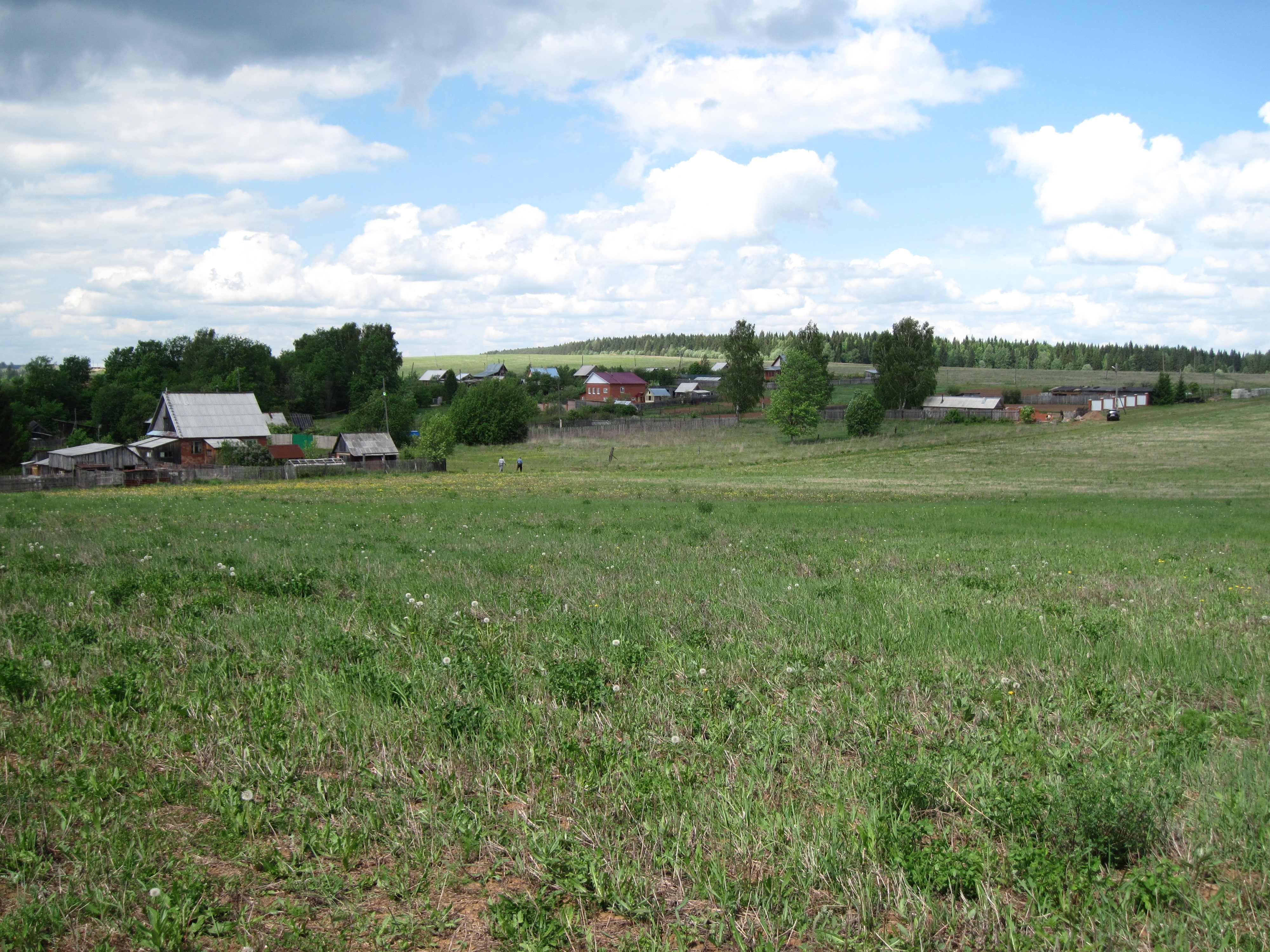
Общий вид